# Marcia Gudereit
Marcia Schiml, coniugata Gudereit (Moose Jaw, 8 settembre 1965), è una giocatrice di curling canadese.

## Biografia
Partecipò all'età di 32 anni ai XVIII Giochi olimpici invernali edizione disputata a Nagano (Giappone) nel 1998, riuscendo ad ottenere la medaglia d'oro nella squadra canadese con le connazionali Jan Betker, Joan McCusker, Sandra Schmirler e Atina Ford.
Nell'edizione la nazionale danese ottenne la medaglia d'argento, la svedese quella di bronzo.